# OFK Vihren Sandanski
OFK Vihren Sandanski (Bulgaars: ПФК Вихрен Сандански) is een Bulgaarse voetbalclub uit de stad Sandanski. De club speelde al onder de namen Oestrem, Gotse Deltsjev, Jane Sandanski en Creveno zname.
De club promoveerde in 2005 voor het eerst naar de hoogste klasse en werd daar 9de, daarvoor pendelde de club voornamelijk tussen de 2de en 3de klasse. In 2009 degradeerde de club na vier jaar uit de hoogste klasse. In 2011 vroeg de club geen licentie aan voor de B Grupa en degradeerde daardoor automatisch naar de V Grupa.